# 1998 SG49
1998 SG49 är en asteroid i huvudbältet som upptäcktes den 24 september 1998 av Višnjan-observatoriet i Kroatien.
Asteroiden har en diameter på ungefär 7 kilometer och den tillhör asteroidgruppen Gefion.